# 24889 Tamurahosinomura
24889 Tamurahosinomura è un asteroide della fascia principale. Scoperto nel 1996, presenta un'orbita caratterizzata da un semiasse maggiore pari a 2,2449305 UA e da un'eccentricità di 0,1348472, inclinata di 4,25944° rispetto all'eclittica.